# Calvin Thürkauf
Calvin Thürkauf, född 27 juni 1997, är en schweizisk-kanadensisk professionell ishockeyforward som är kontrakterad till Columbus Blue Jackets i National Hockey League (NHL) och spelar för Cleveland Monsters i American Hockey League (AHL). Han har tidigare spelat för SC Langenthal i Nationalliga B (NLB) och Kelowna Rockets i Western Hockey League (WHL).
Thürkauf draftades av Columbus Blue Jackets i sjunde rundan i 2016 års draft som 185:e spelare totalt.

## Statistik
| 2014–2015  | SC Langenthal         | NLB        | —   | —  | —  | —   | —   | 1  | 0  | 0  | 0  | 4  |
| 2015–2016  | Kelowna Rockets       | WHL        | 61  | 18 | 27 | 45  | 54  | 18 | 2  | 6  | 8  | 16 |
| 2016–2017  | Kelowna Rockets       | WHL        | 60  | 33 | 37 | 70  | 87  | 17 | 8  | 13 | 21 | 24 |
| 2017–2018  | Cleveland Monsters    | AHL        | 75  | 11 | 13 | 24  | 40  | —  | —  | —  | —  | —  |
| 2018–2019  | Cleveland Monsters    | AHL        | 26  | 2  | 0  | 2   | 24  | —  | —  | —  | —  | —  |
| 2019–2020  | Columbus Blue Jackets | NHL        | 1   | 0  | 0  | 0   | 0   | —  | —  | —  | —  | —  |
|            | Cleveland Monsters    | AHL        | 47  | 9  | 16 | 25  | 37  | —  | —  | —  | —  | —  |
| NHL totalt | NHL totalt            | NHL totalt | 1   | 0  | 0  | 0   | 0   | —  | —  | —  | —  | —  |
| AHL totalt | AHL totalt            | AHL totalt | 148 | 22 | 29 | 51  | 101 | —  | —  | —  | —  | —  |
| WHL totalt | WHL totalt            | WHL totalt | 121 | 51 | 64 | 115 | 141 | 35 | 10 | 19 | 29 | 40 |

### Internationellt
| Källa: Uppdaterad: 2020-02-23 | Källa: Uppdaterad: 2020-02-23 | Källa: Uppdaterad: 2020-02-23 |         | Utv = Utvisningsminuter | Utv = Utvisningsminuter | Utv = Utvisningsminuter | Utv = Utvisningsminuter | Utv = Utvisningsminuter |
| År                            | Lag                           | Mästerskap                    | Matcher | Mål                     | Assists                 | Poäng                   | Utv                     |                         |
| ----------------------------- | ----------------------------- | ----------------------------- | ------- | ----------------------- | ----------------------- | ----------------------- | ----------------------- | ----------------------- |
| 2014                          | Schweiz                       | Ivan Hlinka                   | 4       | 0                       | 1                       | 1                       | 38                      |                         |
| 2015                          | Schweiz                       | U18                           | 7       | 1                       | 2                       | 3                       | 12                      |                         |
| 2016                          | Schweiz                       | JVM                           | 5       | 1                       | 1                       | 2                       | 2                       |                         |
| 2017                          | Schweiz                       | JVM                           | 4       | 2                       | 2                       | 4                       | 16                      |                         |
| Junior totalt                 | Junior totalt                 | Junior totalt                 | 20      | 4                       | 6                       | 10                      | 68                      |                         |